# Gesta Hammaburgensis ecclesiae pontificum
Gesta Hammaburgensis ecclesiae pontificum је дело немачког средњовековног историчара Адама из Бремена. Дело представља извор о историји северне Немачке и северне Европе, а садржи и први помен Америчког континента. Овим делом је Адам постао оснивач историјске географије. 

## Дело
Адам је био веома скроман. О његовој скромности сведочи и начин на који је започео своје животно дело. Себе назива „каноником А“. Ко стоји иза иницијала сазнајемо на основу дела Хелмолда, Словенска хроника, у коме наводи да је користио „Дела хамбуршких епископа“ Адама из Бремена. Дело је писано у четири књиге. По наслову треба да представља дела хамбуршко-бременских архиепископа. У њему је описана историја северне Немачке и северне Европе. Сем докумената дијецезанског архива, Адам се користио и усменом традицијом коју је чуо од данског краља Свена Естридсона (1047-1074) на чијем двору је боравио 1067. и 1068. године. 

### Descriptio insularum Aquilonis
Четврта књига је толико посебна да је неки издавачи сматрају за посебно дело и издају је одвојено. Носи чак и посебан наслов: Descriptio insularum Aquilonis. Овим делом је Адам из Бремена постао оснивач нове научне дисциплине – историјске географије. Дело је посвећено северној Немачкој, Балтику и Скандинавији. Бави се земљом, људима, њиховим обичајима, начином привређивања, саобраћајем, ветровима, морским струјама... Највећи број података добио је од данског краља, али и од морнара који су навраћали у бременску луку. Четврти део Descriptio insularum Aquilonis значајан је и по томе што садржи први помен Америчког континента.